# Australoeucyclops eucyclopoides
Australoeucyclops eucyclopoides – gatunek widłonoga z rodziny Cyclopidae. Opisał go w 1929 roku niemiecki zoolog Friedrich Kiefer, nadając mu nazwę Paracyclops eucyclopoides. 